# 鹿野圭生
鹿野 圭生（かの たまお、1961年11月1日 - ）は、日本女子プロ将棋協会（LPSA）所属の女流棋士。有吉道夫門下。LPSA番号8。以前は日本将棋連盟所属に所属し、当時の女流棋士番号は旧23。2017年引退。香川県高松市出身。松山商科大学人文学部卒業。結婚のため、現在の本名は鈴木 圭生（鹿野は旧姓）。

## 棋歴
- 松山商科大学（現・松山大学）在学中より活躍し、3年連続で全国学生女流名人戦の決勝に進出している。1981年の第2回、1983年の第4回には優勝した。
- 女流プロとしてのデビュー戦は1987年3月26日のレディースオープントーナメントの山下カズ子戦であったが、山下の反則により、プロ初白星が反則勝ちという棋界では非常に珍しい記録を残すことになった。
- 1998年より4年間、大阪ガスのCMに出演した。
- 大学時代の将棋部の後輩[2]と1997年に結婚、1999年に第一子を出産[3]。
- 姉御肌のキャラクターから、将棋界では「大阪の姉御」と呼ばれている[4]。
- ニックネームは「カノタマ」または「タマ」。かつて『将棋マガジン』でコラムを連載していた時の題名も『タマの目』だった[5]。
- 関西所属では唯一、日本女子プロ将棋協会の設立に参加し、連盟を脱退した。2014年2月にはLPSAの理事に就任。
- 2017年3月31日、引退女流棋士規定により引退。生涯成績は123勝243敗。また、LPSA主催の大会には出場する意向を示している[6]。
- 2024年9月1日、引退女流棋士昇段規定の改定により、女流三段に昇段[7]。

## 昇段履歴
- 1984年04月00日 - 女流育成会入会
- 1987年00月00日 - 女流3級（女流棋士。その後、女流育成会へ降格）
- 1989年04月00日 - 女流1級（女流棋士に復帰）
- 1992年12月00日 - 女流初段
- 2011年04月26日 - 女流二段（女流初段昇段後60勝）
- 2017年03月31日 - 引退（引退女流棋士規定）
- 2024年09月01日 - 女流三段（引退女流棋士昇段規定）

## 外部サイト
- 日本女子プロ将棋協会 プロフィール